# Gardélegui
Gardélegui (en euskera y oficialmente Gardelegi) es un concejo del municipio de Vitoria, en la provincia de Álava, País Vasco (España). En 2020 contaba con una población de 89 habitantes.

## Toponimia
En el año 1025 en la Reja de San Millán aparece con el nombre de Gardellihi. A lo largo de su historia se ha llamado también Gardeley (1258) o Gardeligui (1266). Se cree que su nombre significa Casa de Gardele, ya que -egui es un sufijo que en euskera significa casa de y suele aparecer unido habitualmente a nombres propios. Gardele es un nombre vasco que se encuentra registrado en documentos navarros de la Edad Media.

## Localización

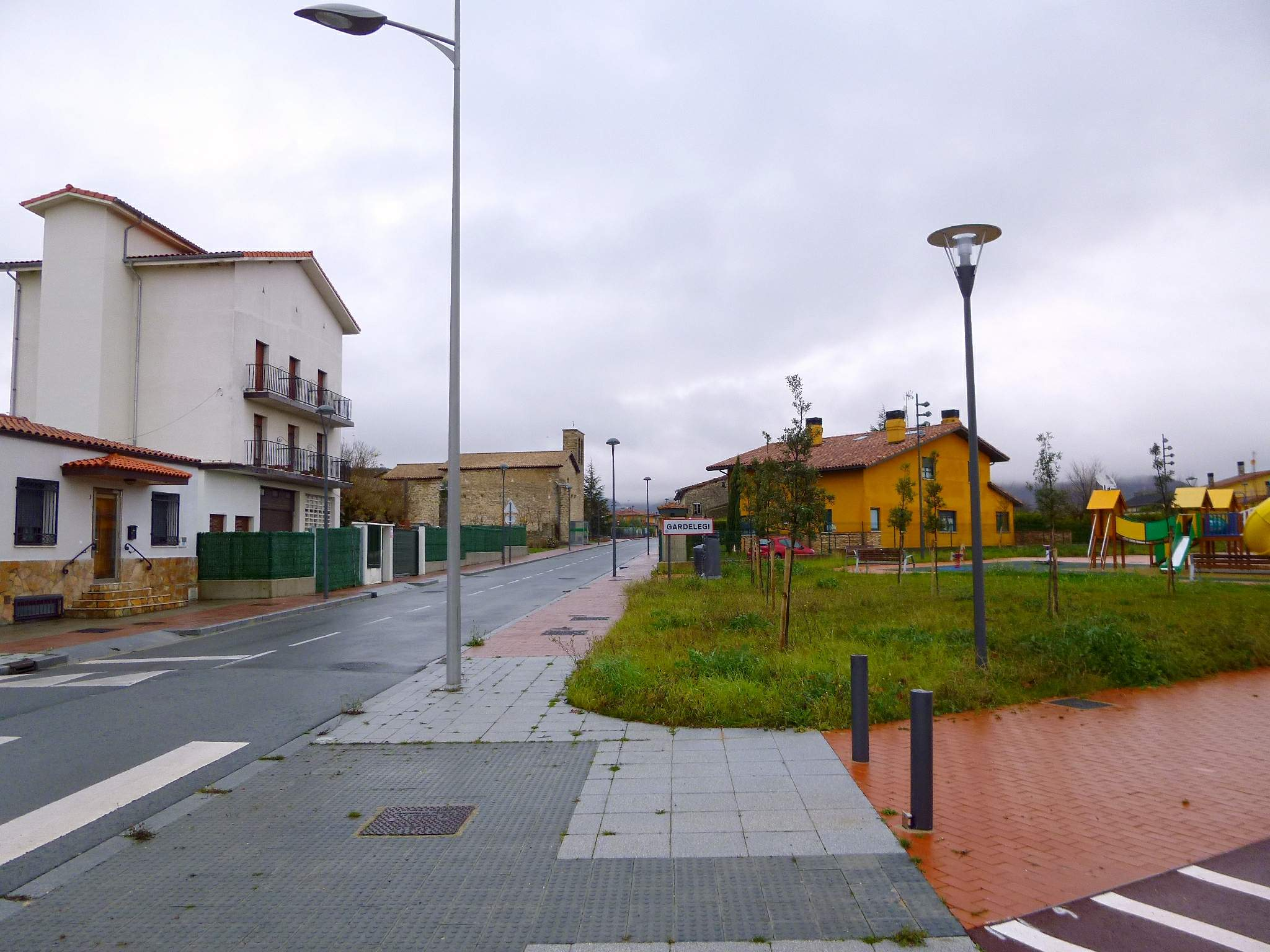
Entrada a Gardélegui

Gardélegui está 3,5 km al sur de Vitoria, junto a la carretera A-2124 que comunica Vitoria con el Condado de Treviño a través del Puerto de Vitoria y de los Montes de Vitoria. 

## Geografía física
El concejo se encuentra en la vertiente norte de los Montes de Vitoria, a media ladera a 572 metros de altitud, a la derecha del arroyo Zapardiel, un pequeño afluente del río Zadorra. A pesar de su cercanía con Vitoria, sigue sin estar unida a su entramado urbano.

Se enclava en la denominada Zona Rural Suroeste de Vitoria. Es una localidad conocida en su entorno porque junto a ella se ubica el vertedero municipal de Vitoria, conocido como Vertedero de Gardélegui.
| Noroeste: Arechavaleta | Norte: Vitoria |  |
|                        |                |  |
| Suroeste: Lasarte      |                |  |

## Historia
Fue incorporada a la jurisdicción de la villa de Vitoria en 1258, cedida por el rey Alfonso X el Sabio, por lo que es una de las aldeas viejas de Vitoria.
A mediados del siglo XIX, cuando formaba parte del ayuntamiento de Ali, tenía 41 habitantes. Aparece descrito en el octavo tomo del Diccionario geográfico-estadístico-histórico de España y sus posesiones de Ultramar de Pascual Madoz de la siguiente manera:

GARDELEGUI: l. del ayunt. de Ali (1 leg.),  prov. de Alava, part. jud. de Vitoria (½.), aud. terr. de Burgos, dióc. de Calahorra. sit. a S. de la cap. y en llano, á escepcion de ciertos parages que son algun tanto elevados: clima templado y saludable. Tiene 6 casas, igl. parr. (San Pedro), servida por un beneficiado, y una fuente de buenas aguas. El térm. confina N. Arechabaleta; E. Lasarte; S. los montes de Treviño, y O. Armentia. El terreno es de buena calidad; pasa por las inmediaciones del pueblo un riach. que se confunde luego con el r. Zadorra: los montes del S. no estan poblados. Los caminos son locales, pasando muy cerca el camino real de Logroño. La correspondencia se toma en Vitoria por cada interesado. prod.: trigo, cebada y menuzales: mantiene ganado vacuno y caballar, y cria alguna caza. ind.: un molino harinero, del que participa con Arechavaleta. pobl.: 6 vec., 41 alm. contr. con su ayunt. (V.)

Se hace mencion de este pueblo en el antiguo catálogo de San Millan, colocándole en la merind. de Malizhaezas con el nombre de Gardelihi. E una de las que llaman aldeas viejas, por ser las primeras que se aplicaron á Vitoria por el rey D. Alonso X, despues de haber cedido los caballeros de Alava, como consta de instrumento existente en el archivo de aquella c.
(Madoz, 1847, pp. 311-312)

Décadas después, ya en el siglo XX, se describe de la siguiente manera en el tomo de la Geografía general del País Vasco-Navarro dedicado a Álava y escrito por Vicente Vera y López:

Gardélegui.—Lugar separado de Vitoria 1,600 metros. Tiene 9 viviendas y 54 habitantes de hecho y derecho, de los que son varones 32 y hembras 22. Su parroquia, rural de segunda clase, está dedicada á San Pedro y pertenece al arciprestazgo de Armentia. Antes la servía el beneficiado más moderno de la Colegiata de Vitoria. Carece de escuela pública y los niños asisten á la de Berrosteguieta, distante un kilómetro. Confina, al N., con Arechavaleta; al S., con los montes de Treviño; al E., con Lasarte y al O. con Armentia. Su término es abundante en aguas; brota una fuente de buena calidad y le cruza un riachuelo tributario del Zadorra. Produce cereales, legumbres y hortalizas; cría ganado vacuno, caballar y lanar. Comunica con Vitoria por la carretera de esta ciudad á Treviño, y es una de las aldeas viejas agregadas en 1258. En el catálogo de San Millán, figura con el nombre de Gardelihi, y en el acta de cesión con el de Gardeley.
(Vera y López, 1915-1921, pp. 349-350)

## Demografía
Actualmente es una pequeña población de 89 habitantes, según el INE, aunque entra dentro de los planes de expansión de la ciudad de Vitoria la construcción de 2.210 viviendas entre los pueblos de Gardélegui y Arechavaleta, que cambiarían completamente la fisonomía de ambas localidades. En mayo de 2005 el ayuntamiento de Vitoria alcanzó un acuerdo con la junta administrativa del concejo para construir esas viviendas, por lo que los vecinos del pueblo dieron su consentimiento al ayuntamiento a cambio de la reserva en la nueva promoción de 10 viviendas de protección oficial para los vecinos del concejo, de la futura construcción de un polideportivo en el pueblo, así como de la de una partida presupuestaria para la rehabilitación de las actuales casas. El ayuntamiento alcanzó acuerdos similares con la junta administrativa de Arechavaleta.
| Gráfica de evolución demográfica de Gardélegui entre 2000 y 2020                                         |
| |
| Población (2000-2017) según los censos de población del INE. Población según el padrón municipal de 2018 |

## Cultura

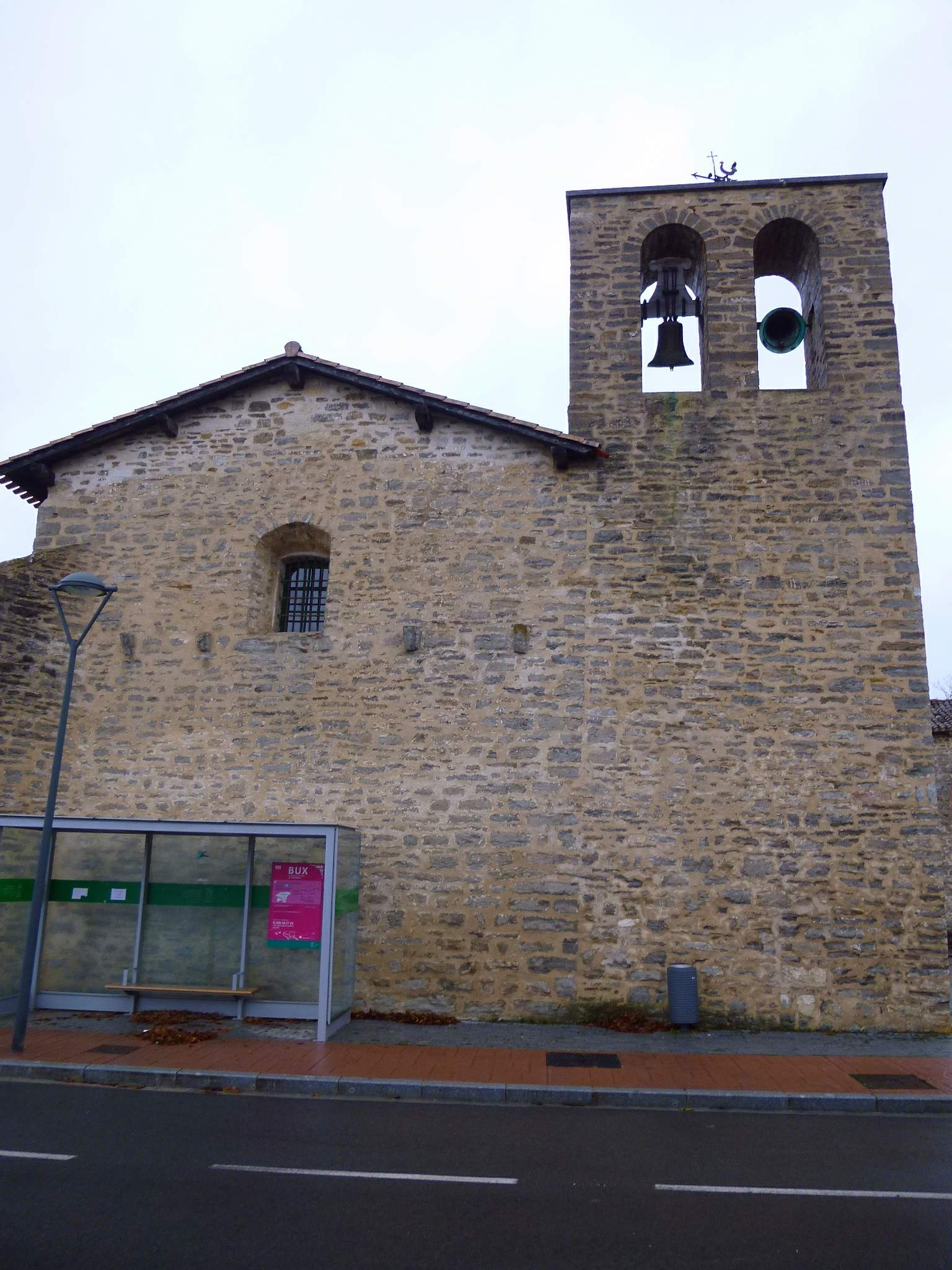
Iglesia de San Pedro Apóstol de Gardélegui

### Patrimonio material
- Iglesia parroquial de San Pedro Apóstol. Posee una portada del siglo XIII sin decoración. El retablo mayor data del siglo XVIII, habiendo dos retablos laterales dedicados a San Isidro y la Virgen del Rosario.[12] Durante la restauración de la iglesia, se descubrieron varias pinturas tras el retablo mayor del templo. Se trata de un retablo fingido, con las escenas de la Oración del Huerto y la Flagelación, del pintor Juan de Bustillo (1579). También se encontró un calvario pintado de comienzos del siglo XVII y de autor desconocido. Las pinturas murales fueron restauradas en 2001.
- En el siglo XIV, Gardelegi tuvo dos ermitas. De una no queda ni memoria en los libros parroquiales. La otra, Santa Catalina, desapareció en la segunda mitad del siglo XVIII.[13]

- Vertedero de Gardélegui. El vertedero municipal de Gardélegui se ubica aproximadamente 1,5 km al sur del pueblo (de hecho, el pueblo de Castillo es más cercano al vertedero que el propio Gardélegui), siguiendo por la carretera A-2124 en dirección al Condado de Treviño. En este vertedero se depositan los residuos de todo el municipio de Vitoria. Actualmente se está acometiendo una ampliación del vertedero para que pueda seguir en funcionamiento hasta el año 2030.

### Patrimonio inmaterial
La vecindad de Gardelegui eran conocida con el apodo "Raposeros", y celebran sus fiestas hacia el 29 de junio, por San Pedro.